# Musa Bigiev

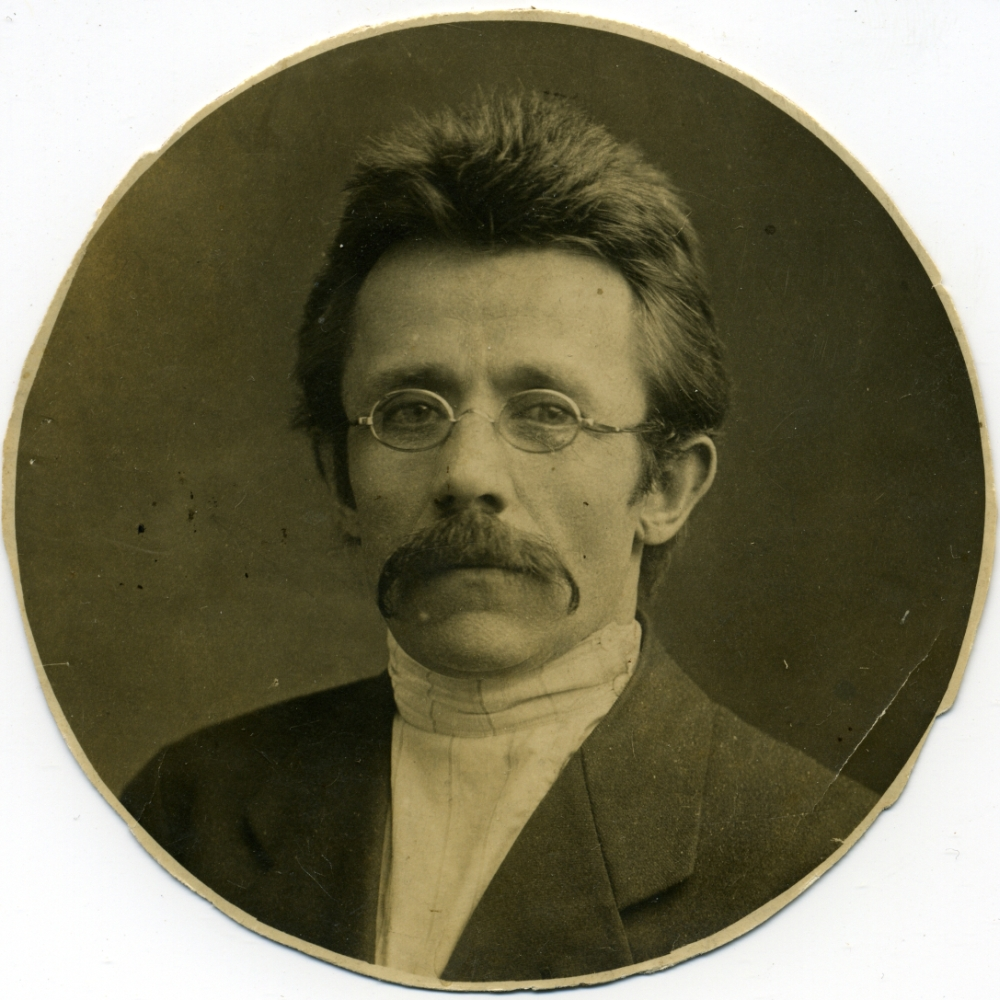
М Бигеев 1910

Musa Jarullah Bigiev (geb. zwischen 1873 und 1875 in Nowotscherkassk, Russisches Kaiserreich – gest. 28. Oktober 1949 in Kairo, Ägypten) war ein tatarisch islamischer Gelehrter, Reformdenker, Philosoph, Publizist und politischer Aktivist. Er gilt als eine bedeutende Persönlichkeit der islamischen Reformbewegung des Dschadidismus im späten Russischen Kaiserreich und der Sowjetunion. Prägend war sein Einfluss auf das moderne islamische Denken in Tatarstan. Er verfasste Bücher zur islamischen Rechtslehre, Theologie, Literatur, Ökonomie, Recht, Politik und Geschichte.

## Leben

### Frühes Leben und Bildung
Musa Jarullah wurde zwischen 1873 und 1875 in der Stadt Novočerkassk geboren. Es existieren unterschiedliche Quellen, welche seine Geburt auf 1873 (nach julianischem Kalender) oder 1874 (nach dem gregorianischen Kalender) datieren, jedoch wird in der meisten Literatur auf das Jahr 1875 als sein Geburtsjahr verwiesen. Nach der Geburt zog seine Familie in die Stadt Rostov am Don, wo sein Vater, Yârullâh, als Imam tätig war. Yârullâh absolvierte eine geistige Ausbildung in einer Medrese im Dorf Kikino. Er arbeitete danach im Baugewerbe, spezifischer als Bauunternehmer an der Eisenbahnstrecke zwischen Moskau und Rostov am Don. Später zog er nach Rostov am Don, um im Handel tätig zu werden. Als der Orenburger Mufti Selim Giray Tevkilef die Stadt auf seiner Pilgerreise besuchte, kam er bei der Familie unter und ernannte Yârullâh zum ehrenamtlichen Imam der Stadt, da dieser eine religiöse Ausbildung besaß und Russisch sprach.
Nach dem Tod des Vaters im Jahre 1881 übernahm die Mutter, Fatima, die Erziehung beider Söhne, Musa und Zâhir. Sie war die Tochter des Gelehrten Habibullah aus Kikino und legte Wert auf eine religiöse, sowie moderne Bildung. Fatima gab den Söhnen Privatunterricht und schickte zunächst den älteren Sohn Zâhir an die Gölboyu Medrese in Kasan. Musa Jarullah besuchte zuerst ein staatliches technisches Lyzeum in Rostov am Don. Im Jahre 1888 schickte ihn die Mutter an eine Medrese in Kasan. Erst an die Apanajewskaja(-Moschee) Medrese und anschließend zu seinem Bruder an die Gölboyu (Kül Buyi) Medrese. Nach kurzer Zeit kehrte er nach Rostov am Don zurück und beendete seine schulische Ausbildung am technischen Lyzeum. In den 1890er Jahren begab er sich dann auf eine Bildungsreise nach Buchara. Dort lernte er den Koran auswendig und hatte erste Berührungspunkte mit der arabischen und persischen Sprache, sowie mit Islamwissenschaften. Zwar stieg das Interesse seinerseits zur Mathematik und Philosophie während des Aufenthaltes, doch seine Umgebung und die Medresen begeisterten ihn immer weniger. Deshalb kehrte er im Jahr 1896 mit dem Wunsch sich an einer naturwissenschaftlichen Universität zu bewerben nach Rostov am Don zurück. Dieses Vorhaben endete erfolglos, da ihm die Lateinkenntnisse für die Aufnahmevoraussetzung fehlten. Darauf folgte eine Reise nach Istanbul und die Einschreibung an einer technischen Universität, welche er auf den Rat von Musa Akyiğitzâde wieder verließ und sich nach Kairo begab, um die Beschäftigung mit den Islamwissenschaften fortzusetzen. In Kairo nahm er an Lehrveranstaltungen von Muhammad Abduh, sowie Muhammad Bakhit al-Muti'i teil und forschte in der ägyptischen Nationalbibliothek zur Geschichte der Korans. Auch in Mekka, Medina, Damaskus, Beirut und Deoband vertiefte er sein Wissen durch persönlichen Unterricht bei hohen Gelehrten und durch die Lektüre klassischer Werke. Diese Bildungsreise (ca. 1894–1904) prägte seine theologische und Intellektuelle Entwicklung. Musa Jarullah lehnte die überlieferte, unkritische Lehrtradition vieler Medresen ab und setzte sich für eine Reform der islamischen Bildung und Wissenschaft ein. 1904 kehrte er als Gelehrter nach Russland zurück, heiratete im Jahr 1905 die Schwester seines Freundes İbrahim Şevket Kemal, Esma Aliyye, und gründete mit ihr eine Familie mit acht Kindern, von denen zwei nur das Säuglingsalter erreichten.

### Politische Aktivitäten
Nach seiner Rückkehr im Jahre 1904 befand sich Musa Jarullah in einem Russland, welches sich in einem politischen und sozialen Umbruch befand. Die erste Revolution von 1905 eröffnete auch für die muslimischen Gemeinschaften des Russischen Kaiserreiches neue Möglichkeiten für politische Beteiligung und Meinungsfreiheit. Bei diesem politischen Umbruch waren besonders die Umänderung der Regierungsform zur konstitutionellen Monarchie, sowie das Oktobermanifest von Bedeutung. Musa nutze diesen Wendepunkt, um sich aktiv in die gesellschaftliche und politische Bewegung des Muslime in Russland einzubringen. Er begann für verschiedene Zeitungen und Zeitschriften zu schreiben, von denen eine die modernistische Zeitung Ülfet war, welche er gemeinsam mit dem Journalisten und Freund Abdürreşid İbrahim im Jahre 1905 herausgab. In der arabischsprachigen Zeitung Tilmiz veröffentlichte er ebenfalls zahlreiche Artikel. Seine Texte befassten sich mit Fragen des islamischen Rechts, der Bildung, der Frauenrechte, sowie mit politischen und sozialen Reformen. Darin verband er islamische Ideen mit Ansätzen der Aufklärung und des Rationalismus.
Auf dem ersten panislamischen Kongress der Muslime Russlands 1905 in Nižnij Novgorod, war Musa Jarullah der Hauptsekretär und veröffentlichte später Protokolle dieses Kongresses. In den Jahren 1904 und 1905 veröffentlichte er bereits über zehn Artikel zu den muslimischen Kongressen in der Zeitung Ülfet und versorgte somit die russischen Muslime mit aktuellen Informationen. In seiner Schrift Islahat Esaslari („Grundlagen der Reform“) formulierte er konkrete Vorschläge für eine religiöse, soziale und bildungspolitische Erneuerung der muslimischen Gemeinschaft. Dieses Werk wurde zur konzeptionellen Grundlage der Reformbewegung unter den Tartaren. Des Weiteren engagierte er sich in der Gründung der Partei Ittifaq al-Muslimin (Muslimische Allianz), die aus dem dritten muslimischen Kongress im Jahre 1906 hervorging. Die zunehmenden Einschränkungen der politischen Freiheiten ab 1907 führte zur Unterdrückung dieser Aktivitäten. Die Zeitung Ülfet wurde verboten und viele seiner Mitstreiter verhaftet oder zur Emigration gezwungen. Trotz allem setzte Musa Bigiev seine politische und publizistische Arbeit fort und entwickelte sich zu einer der führenden Stimmen für einen aufgeklärten Islam in Russland. Neben seinen journalistischen Beiträgen begann er mit der Veröffentlichung wissenschaftlicher Werke, in denen er sich mit islamischer Rechtstheorie, Theologie, Philosophie und Geschichte auseinandersetzte. Anfang des Jahres 1909 erregte Musa Jarullah öffentliche Aufmerksamkeit, als er auf Druckfehler der kasaner Koran-Ausgaben hinwies und diese in Artikeln der Zeitung Islah thematisierte. Die von ihm angestoßene Debatte fand breite Resonanz und mündete in einer öffentlichen Versammlung mit rund 300 Teilnehmern, darunter zahlreiche Gelehrte und Intellektuelle. Die Diskussion wurde später von der Redaktion der Zeitschrift Beyânü’l-Hak unter dem Titel Tashîh-i Resm-i Hatt-ı Qurʾân („Korrektur der orthographischen Schreibweise des Qurʾāns“) dokumentiert und veröffentlicht.
Ende 1909 zog er nach Orenburg und begann an der Husainija-Medrese (тат. Хөсәения мәдрәсәсе) zu unterrichten. Nach Veröffentlichung seines Artikels „Rahmet-i İlâhiyye“ („Die Frage der göttlichen Barmherzigkeit“) in der Zeitschrift Şûrâ wurde er von konservativen Gelehrten scharf kritisiert und verließ 1910 die Medrese, um nach St. Petersburg zurückzukehren.
Im Jahre 1916 veröffentlichte Musa Jarullah das Werk Zekât in Sankt Petersburg. Dieses behandelt wirtschaftsrechtliche Fragestellungen in der islamischen Welt wie die Konzepte Zakāt und Ribā, sowie das Bankwesen mit Blick auf die damals modernen wirtschaftlichen Bedingungen. Er kritisierte darin die traditionelle rechtliche Auslegung von Zinsverboten im Islam und begründete damit die wirtschatliche Rückständigkeit in der islamischen Welt. Laut Musa sollte es eine differenzierte Betrachtung zwischen ausbeuterischen Zinsen und gewinnorientierten Handelszinsen geben. Letztere wären unter beidseitigem Einverständnis mit islamischen Prinzipien vereinbar. Zum Zeitpunkt der Veröffentlichung zählte Musa Jarullah bereits zu den einflussreichsten Personen in der islamischen Spähre in Russland. Er engagierte sich seit 1905 in wissenschaftlichen und gesellschaftlichen Themen. Dazu veröffentlichte zu dem Zeitpunkt bereits um die 36 Bücher, sowie zahlreiche Artikel.

### In der Sowjetunion
Nach der Oktoberrevolution 1917 setzte Musa Jarullah seine aktive politische Laufbahn fort. In der Anfangsphase der Revolution verfasste er das bereits 1915 konzipierte Werk Islahat Esaslari (Grundlagen der Reform), das er nun unter den veränderten politischen Bedingungen veröffentlichen konnte. Er engagierte sich in den frühen sowjetischen Jahren weiterhin für seine Reformideen und gründete im Ende 1917 in Petrograd die arabischsprachige Zeitschrift el-Minber (Die Kanzlei), welche nach kurzer Zeit eingestellt wurde. Trotz der Repressionen im Verlauf der Sowjetunion blieb Musa Jarullah aktiv und pflegte den Kontakt zu indischen Gelehrten (wie Mevlana Bereketullah und Ubeydullah), welche ihn in Russland besuchten.
Auf dem Ufa-Kongress im September 1920 verkündete er mit anderen führenden Muslimen die Treue der russischen Muslime zum Kalifat. Musa Jarullah kritisierte, dass Frauen aus dem gesellschaftlichen Leben verdrängt und vom Bildungswesen ausgeschlossen wurden. Er forderte, dass Frauen Bildung erhalten und rechtlich abgesichert werden müssten, um die Würde zurückzuerlangen, die sie in der Frühzeit des Islams genossen. Zu diesem Zeitpunkt entstand auch sein Werk İslamiyet Alfabesi/İslâm’ın Elifbası (Das Alphabet des Islam), welches er als eine islamische Verfassung mit 236 Artikeln konzipierte. Das Werk wurde erst 1923 in Berlin unter dem Titel İslâm Milletlerine – Dini, Edebi, İctimaî, Siyasi Meseleler ve Tedbirler Hakkında (An die islamischen Völker – Über religiöse, literarische, gesellschaftliche und politische Fragen und Maßnahmens) veröffentlicht, da es in Russland nicht gedruckt werden durfte.
Musa Jarullah wurde 1921 wegen des Vorwurfs anti-sowjetischer Aktivitäten in Taschkent inhaftiert, worauf er elf Monate im Gefängnis verbrachte. Die Veröffentlichung von Islamiyet Alfabesi führte zur erneuten Verhaftung Musa Jarullahs durch sowjetische Behörden. Er saß drei Monate in Untersuchungshaft und wurde danach unter strenge Beobachtung gestellt. Kontakte zur Außenwelt waren verboten und das Verlassen Moskaus wurde für drei Jahre untersagt. Des Weiteren wurde er dazu gezwungen sich in der russischen Presse positiv über die Abschaffung der Kalifats zu äußern. Weiterhin fielen seine Bücher unter Verdacht staatsfeindliche Aussagen zu beinhalten und zu verbreiten, weshalb viele seiner offenkundigen Unterstützer verhaftet wurden. 1927 unternahm er den Haddsch, besuchte anschließend Jerusalem und nahm am Zweiten Kalifat-Kongress teil.

### Exil
Ab 1930 begann die Exilzeit von Musa Jarullah, in der er viel reiste. Zunächst hielt er sich in Türkistan auf, begab sich weiter nach Afghanistan und erreichte schließlich Indien. Dort wurde er von muslimischen Intellektuellen empfangen und setzte seine Arbeit an mehreren theologischen und politischen Schriften fort. In Indien vertiefte er seine Kontakte zur reformierten Islamischen Bewegung und knüpfte Verbindungen zu Aktivisten des indischen Unabhängigkeitskampfes. Ein bedeutender Aufenthalt seines Exils war Berlin. Er gründete dort eine eigene Druckerei, welche als Plattform für unabhängige und in der Sowjetunioin unterdrückte Intellektuelle dienen sollte. Des Weiteren reiste Musa Jarullah nach Mekka, Jerusalem, in den Irak und den Iran, wo er an Konferenzen teilnahm und sich mit islamischen Gelehrten austauschte. 1935 gelangte er nach Kairo, welches sich in der Zwischenkriegszeit zu einem Zentrum islamischer Gelehrsamkeit und Publizistik entwickelte. Dort schrieb er an seinen theologischen, juristischen und historischen Werken weiter und veröffentlichte Artikel in diversen Zeitschriften. Das zentrale Anliegen dabei blieb die Einheit der Muslime, die Reform des islamischen Rechts, sowie der interkonfessionelle Dialog, insbesondere mit schiitischen Gelehrten. Zudem setzte er die Beschäftigung mit den philosophischen und sprachlichen Grundlagen des Islams fort. Im Jahre 1937 reiste er erneut nach Indien und 1938 nach Japan. Während des Krieges kehrte er nach Indien zurück, wurde jedoch von den Briten an der Grenze verhaftet und blieb anderthalb Jahre inhaftiert, gefolgt von einem Hausarrest bis 1945. Im Jahre 1947 ging er zunächst zur medizinischen Behandlung nach Kairo, anschließend nach Istanbul und wieder nach Kairo, wo er am 28. Oktober 1949 starb und auf dem Hidîviyye-Friedhof in Afîfî beigesetzt wurde.

### Nachwirkung
Während der Sowjetzeit wurde Musa Jarullahs Wirken aus politischen Gründen weitgehend aus dem öffentlichen Gedächtnis gelöscht. Seine Bücher waren verboten, seine Ideen galten als staatsfeindlich und seine Person wurde aus der offiziellen Geschichtsschreibung verbannt. In religiösen Kreisen war sein Name jedoch bekannt. Erst ab dem Zerfall der Sowjetunion in den 1990er Jahren und der Wiederbelebung islamischer Traditionen in Russland, begann eine umfassendere Reziption seines Lebens und Wirkens. In der Republik Tatarstan wurden seine Werke wieder aufgelegt, sein theologisches und politisches Erbe besprochen und Institute nach ihm benannt. Auch in der Türkei, Ägypten, Indien und Iran erkannten islamische Gelehrte seinen Beitrag zum Modernismus an. Musa Jarullah gilt heute als einer der ersten muslimischen Denker, die versucht haben, klassische islamische Wissenschaft mit den Anforderungen der Moderne zu vereinen.

### Familie
Musa Jarullah war mit Esma Aliyye Hanim verheiratet, der Schwester seines engen Freundes İbrahim Şevket Kemal, den er während seines Aufenthaltes in Kairo kennenlernte. Aus der Ehe, welche 1905 geschlossen wurde, ergingen acht Kinder. Die Lebensumstände der Familie waren lange durch eine Trennung, infolge der intensiven Reisetätigkeiten und der politischen Verfolgung, geprägt. Seine Frau lebte zunächst mit den Kindern in Rostov am Don und später im tatarischen Çistay. Im Zuge der Revolution 1917 gelang es Musa Jarullah die Familie in das damalige Petrograd zu holen. Die Wiedervereinigung war nur von kurzer Dauer, da die politische Verfolgung seiner Persönlichkeit zunahm und er gezwungen wurde ins Exil zu gehen.
Eine zentrale Rolle in seinem Leben und seiner Bildung spielte Musa Jarullahs Mutter, Fatima Hanim. Ihre Entscheidung Musa Jarullah eine umfassende Bildung zu ermöglichen legte den Grundstein für seine spätere Laufbahn. In Dankbarkeit und Gedenken bezeichnet sich Musa Jarullah in seinen Schriften als „ibn Fâtıma“ (Sohn der Fatima).

## Schaffen
Musa Bigiev war nach seinen Reisen im Jahre 1905 bereits ein gelehrter Mann. Er beherrschte mehrere Sprachen, in welchen er später ausgiebig publizierte. Diese Publikationen blieben nicht nur in Russland, sondern wurden in der gesamten muslimischen Welt gelesen und rezipiert. Unter anderem wurde er von Zeitgenossen für seine außerordentlichen Kenntnisse der arabischen Sprache und Literatur anerkannt. Ein Beispiel hierfür ist sein auf arabisch verfasster Kommentar in Zusammenarbeit dem Literaten Ahmed esh-Shanqiti (1872–1913) zu einer Gedichtsammlung des arabischen Dichters Tarafa bin al-‘Abd (der vorislamischen Zeit). Darüber hinaus beherrschte er, abgesehen von seiner Muttersprache Türkisch, das Persische, Russische, Tatarische und osmanische Türkisch sehr gut, sodass er in der Lage war auf diesen Sprachen zu schreiben. Er übersetzte nicht nur arabische Literatur wie al-Luzûmiyyât von Abū l-ʿAlāʾ al-Maʿarrī, sondern auch Dichtungen von Hâfız-i Şirâzî ins Tatarische. Ebenfalls hielt er sich einige Zeit im indischen Varanasi auf, um Sanskrit zu lernen und die heiligen Texte wie Mahabharata in der Originalsprache zu lesen.
Musa Bigiev widmete sich vor allem vertieft dem islamischen Recht (Fikh) und dessen Methodologie (Usul al-fiqh). In seiner Zeit an der juristischen Fakultät in Sankt Petersburg verfasste er beispielsweise etwa 30 Werke mit juristischen Kommentaren, methodologischen und rechtsvergleichenden Studien dazu. Seine Arbeiten beinhalten kritische Auseinandersetzungen mit traditionellen Ansätzen, worin versucht wird das islamische Recht auf zeitgemäße Weise zu kodifizieren. Zu seinen wichtigsten Werken gehören Fıkhu’l-Kur’ân (Die Rechtslehre des Korans) und İfâdâtu’l-Kirâm. Das erste Werk ist ein zweibändiger Kommentar der rechtlich relevanten Koranverse Ahkâm-Âyât und das zweite Werk ist ein Kommentar zur Hadith-Sammlung Bulūgh al-Marām. Außerdem verfasste Musa Bigiev nach der Aufforderung von Rizaeddin bin Fachreddin das Werk Kavâid-i Fıkhiyye, welches als Rechtsvorschriften für die Muslime in Russland dienen sollte. Darin behandelt er auf 240 Seiten 201 rechtliche Maxime und erklärte diese mithilfe von Koranversen, Hadithen und klassischen Rechtsmeinungen.

## Werke
- Rusya Müslümanları İttifakının Programı (Das Programm der Union der Muslime Russlands). Petersburg 1906.
- İfâdâtu’l-Kirâm. Kazan 1909.
- Kavâid-i Fıkhiyye (Rechtsgrundsätze der islamischen Jurisprudenz). Kazan 1910.
- Rahmet-i İlâhiyye Burhanları (Beweise der göttlichen Barmherzigkeit). Orenburg 1911.
- Uzun Günlerde Rûze (Fasten an den langen Tagen). Kazan 1911.
- Büyük Mevzularda Ufak Fikirler (Kleine Gedanken zu großen Themen). Petersburg 1914.
- Islâhât Esasları (Grundlagen der Reform). Petersburg 1915.
- Zekât. Petersburg 1916.
- Şeriat Esasları (Grundlagen der Scharia). Petersburg 1917.
- İslâm Milletlerine (An die islamischen Völker) / İslamiyet Alfabesi (Das Alphabet des Islams). Berlin 1923.
- Hâtun (Die Frau). Berlin 1933.